# 朱衣 (正德進士)
朱衣（1487年—？），字子宜，號别山，湖廣調守漢陽府武昌衛右所官籍，明朝政治人物。

## 生平
正德八年（1513年）癸酉科湖廣鄉試第二十八名舉人。正德十六年（1521年）中式辛巳科會試第一百二十一名，登第二甲第十八名進士。嘉靖初授江西道監察御史，六年提調北直隶學政，九月考察以不謹闲住。

## 家族
曾祖朱華；祖父朱禧，曾任副千戶；父朱鳳，曾任副千戶。母黃氏（封宜人）。重庆下。